# 松江水郷祭湖上花火大会

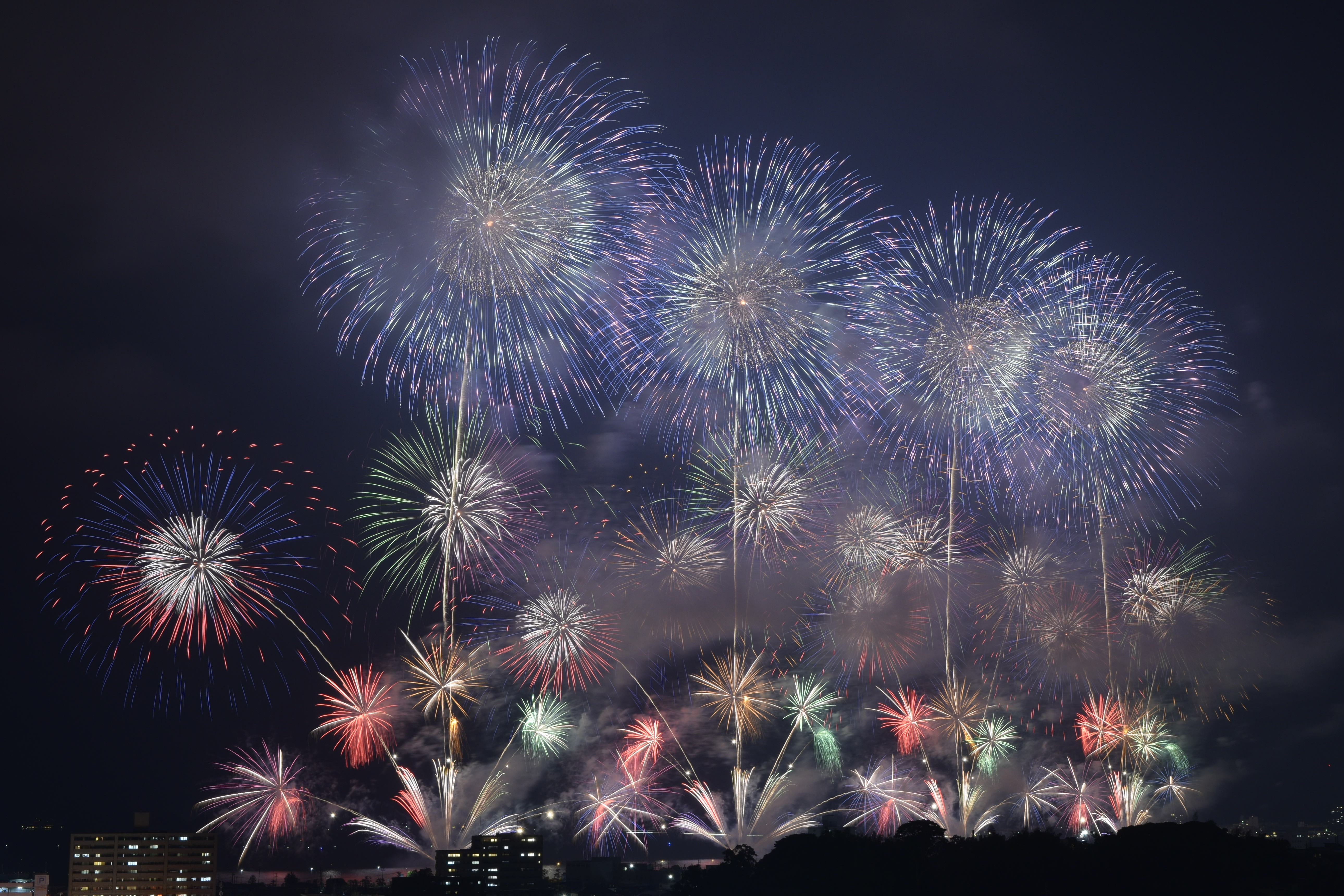
松江水郷祭湖上花火大会の様子（2024年8月3日）

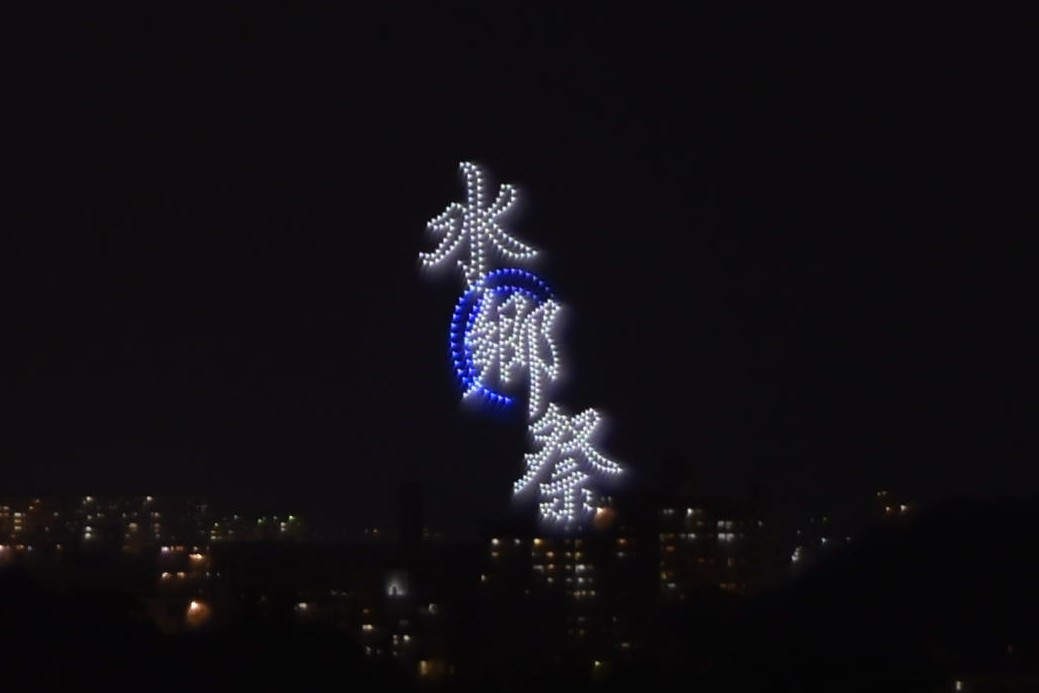
松江水郷祭湖上花火大会ドローンショーの様子（2024年8月3日）

松江水郷祭湖上花火大会（まつえすいごうさいこじょうはなびたいかい）は、島根県松江市で毎年8月上旬に開催される花火大会である。「水郷祭」（すいごうさい）と呼ばれることが多い。

## 概要
例年、2日間に渡って、初日3,000発、2日目6,000発の計9,000発が打ち上げられていた。2014年も同様に打ち上げられる予定だったが、台風11号接近の影響で2日間とも中止となり、後日、1日で9,000発をまとめて打ち上げた。これが好評となり、翌2015年は2日間で計13,000発を打ち上げ、2016年からは1日で10,000発を打ち上げるように変更された。2019年は2日間で計13,000発打ち上げた。2024年は特別プログラムとして「水郷祭スペシャルドローンショー」が実施され、花火の打ち上げ前にドローン500機が編隊を組み、夜の湖上を幻想的に滑空した。2025年はドローンの機数を500機から888機に増やし、より魅力的な演出を予定している。
2020年は、東京オリンピックの開催時期と重なることを避けるため（警備や交通規制の面で人員確保が難しいため）、当初は例年の8月上旬ではなく、9月12日に打ち上げられることが発表されたが、新型コロナウイルスの影響により打ち上げ中止が決まった。
開催当日は、宍道湖上で航泊禁止区域を定め、関係者以外の船舶の航泊を禁止している。
県外客用に有料の観覧席や臨時駐車場が設けられている。
- 2008年：両日とも、上空が飛行機の航路になっている関係で30分遅らせて打ち上げられた。

- 2014年：当初、台風11号接近の影響で打ち上げ中止[2]が決まったが、8月30日に順延された。
- 2020年：新型コロナウイルスの影響により、打ち上げ中止が決まった。

2023年は、2019年以来、4年ぶりの開催となった。この間、物価高騰により花火の打ち上げ経費や警備費用などの負担が増える一方、企業などからの協賛金などの収入は頭打ちとなり、主催者である松江水郷祭推進会議は有料席の増加に踏み切った。しかしながら3割ほどの座席が売れ残ったこと、無料で観覧する客からの不満や滞留場所などについて課題が残された。

## 日程・打上数・ドローン機数
| 開催年 | 開催日       | 打上数           | ドローン機数 |
| ------ | ------------ | ---------------- | ------------ |
| 2011年 | 8月6日       | 3,000発          |              |
| 2011年 | 8月7日       | 6,000発          |              |
| 2012年 | 7月28日      | 3,000発          |              |
| 2012年 | 7月29日      | 6,000発          |              |
| 2013年 | 8月3日       | 3,000発          |              |
| 2013年 | 8月4日       | 6,000発          |              |
| 2014年 | 8月8日       | 3,000発（中止）  |              |
| 2014年 | 8月9日       | 6,000発（中止）  |              |
| 2014年 | 8月30日      | 9,000発          |              |
| 2015年 | 8月1日       | 3,000発          |              |
| 2015年 | 8月2日       | 10,000発         |              |
| 2016年 | 7月30日      | 10,000発         |              |
| 2017年 | 8月5日       | 10,000発         |              |
| 2018年 | 8月4日       | 10,000発         |              |
| 2019年 | 8月3日       | 10,000発         |              |
| 2019年 | 8月4日       | 3,000発          |              |
| 2020年 | 9月12日      | 10,000発（中止） |              |
| 2023年 | 8月5日       | 10,000発         |              |
| 2023年 | 8月6日       | 10,000発         |              |
| 2024年 | 8月3日       | 10,000発         | 500機        |
| 2024年 | 8月4日       | 11,000発         | 500機        |
| 2025年 | 8月2日(予定) | 10,000発         | 888機        |
| 2025年 | 8月3日(予定) | 11,000発         | 888機        |